# 臭常山属
臭常山属（学名：Orixa）是芸香科下的一个属，为落叶灌木植物。该属仅有臭常山（Orixa japonica）一种，分布于日本、朝鲜和中国华东经中部至四川。